# Традескант, Джон (старший)
Джон Традескант — старший (англ. John Tradescant the elder, ок. 1570 — 15 (16) апреля 1638) — английский натуралист, садовод, ботаник и путешественник; коллекционер редкостей.

## Краткая биография
Вероятно, родился в Саффолке, Англия. Работал в должности старшего садовника у графа Солсбери. В 1610 году тот отправил Джона Традесканта в его первое путешествие — в Нидерланды за фруктовыми деревьями.
В 1615—1623 годах занимался проектированием садов на территории кентерберийского аббатства святого Августина.
В 1618 году Джон Традескант побывал в российской Арктике — в Николо-Корельском монастыре на Белом море (современный Северодвинск). Он стал «первым учёным, занявшимся изучением русской фауны и флоры».
В 1620 году вместе с экспедицией, отправленной на борьбу с пиратами, был в Леванте и Алжире.

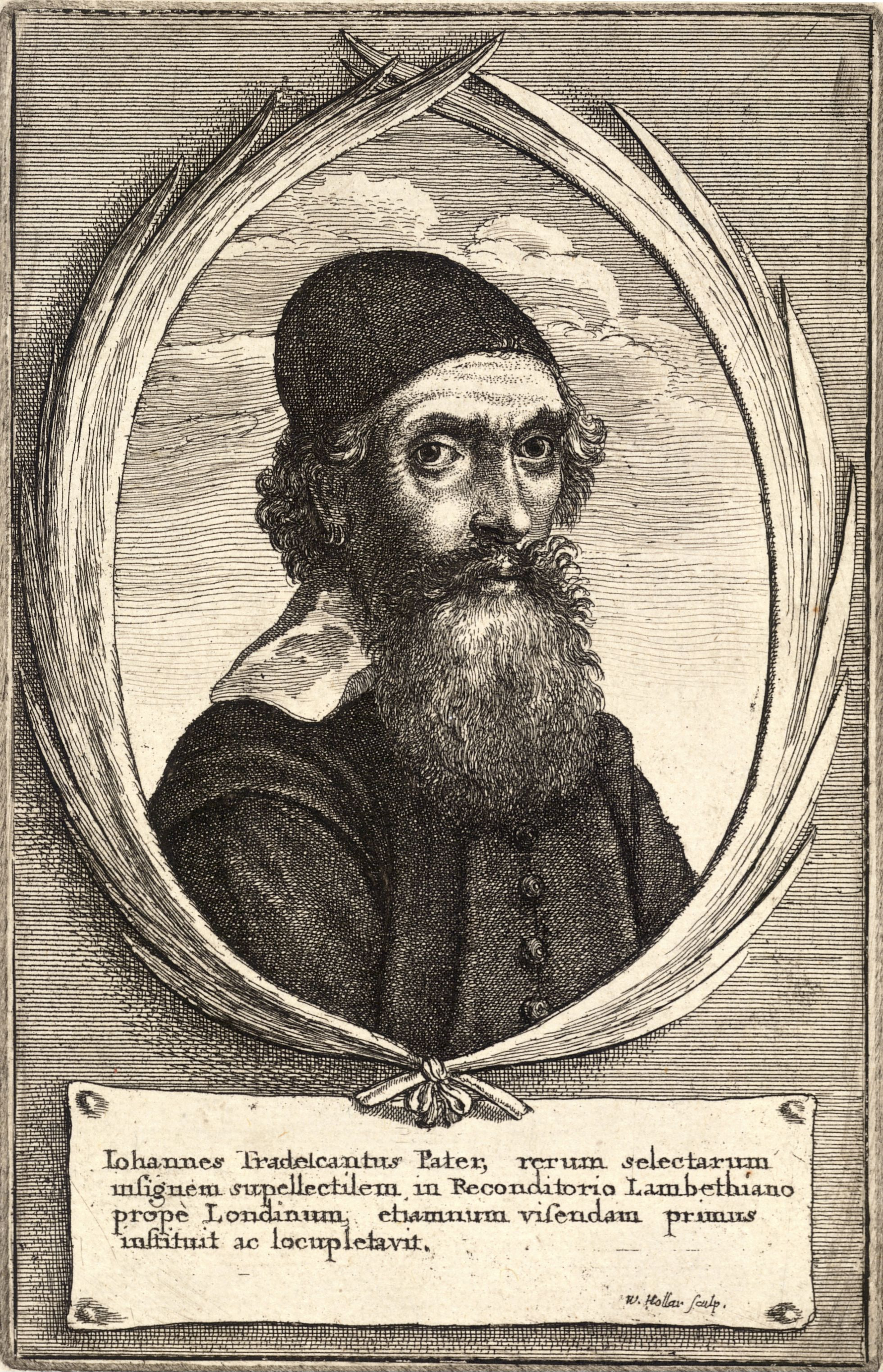
Джон Традескант старший. Гравюра Вацлава Холлара

Позже он работал садовником у Джорджа Вильерса, первого герцога Бекингема, фаворита короля, министра, занимаясь переоборудованием его садов. По заданию герцога в 1624 году он снова ездил в Нидерланды. Вместе с герцогом он ездил в Париж, а также участвовал в качестве инженера в неудачной военной кампании английских войск на острове Ре с целью снятия осады Ла-Рошели (1627). После того, как герцог Бекингем в 1628 году был убит, в 1630 Джон Традескант был неожиданно назначен Карлом I на должность хранителя садов, виноградников и шелкопряда Его Величества во дворце в Суррее.

## Коллекции
Во всех своих путешествиях он собирал семена и луковицы, а также различные природные и этнографические диковинки. Все эти предметы, а также образцы, которые Традескант получал через американских колонистов, поступали в его большой дом в Ламбете (ныне городской округ Лондона), известный под именем «ковчег» (англ. The Ark). Коллекция Традесканта стала основой первого публичного музея в Англии — Musaeum Tradescantianum. Его собрание растений составило основу Ашмолеанского музея в Оксфорде.

## Прочая информация
Сын Джона Традесканта, также Джон, известный под именем Джон Традескант — младший (1608—1662), был, как и отец, путешественником, садоводом, ботаником и собирателем редкостей, ездил за растениями для ламбетского сада в Виргинию (США).
Карл Линней в честь Джона Традесканта — старшего и его сына назвал род североамериканских травянистых растений семейства Коммелиновые — традесканция (Tradescantia).
Джон Традескант — старший — герой романа английской писательницы Филиппы Грегори (род. 1954) «Земные радости» (англ. Earthly Joys, 1998).
Джон Традескант — старший дружил с другим известным английским ботаником — Джоном Паркинсоном.